# San Juan (Islas Vírgenes)
Saint John (San Juan) es la más pequeña de las tres islas principales de las Islas Vírgenes de los Estados Unidos, un territorio de los Estados Unidos.

## Localización

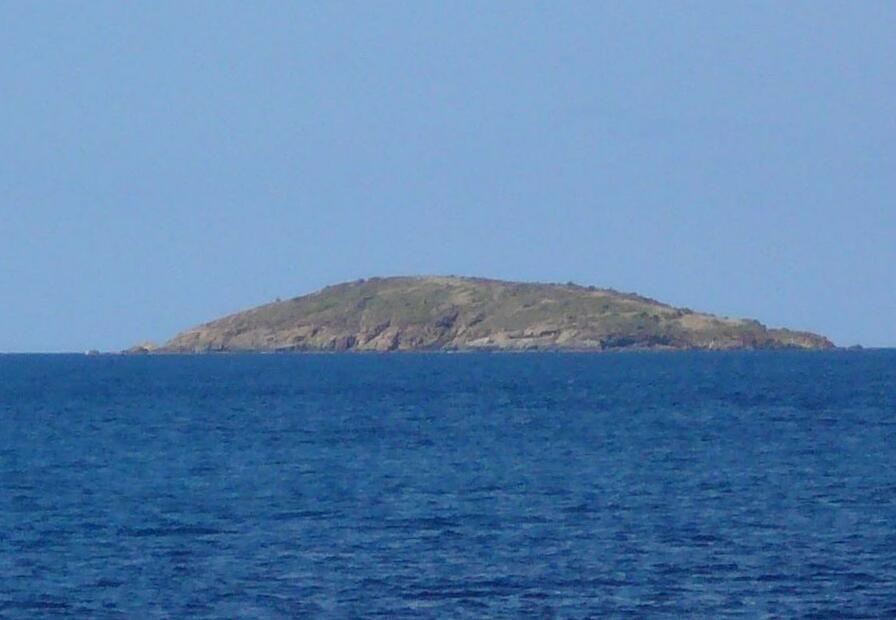
Islas vírgenes.

Está localizada en el mar Caribe, a cuatro millas al este de Saint Thomas (Santo Tomás) y a cuatro millas al sur de Tórtola, Islas Vírgenes Británicas. Tiene un área de 50,78 kilómetros cuadrados y una población de 4170 habitantes. No existen aeropuertos en la isla, así que el acceso es por bote. Los servicios por ferry son por horas desde Saint Thomas y diarias desde Tórtola; hay también servicios regulares desde Virgin Gorda, Jost Van Dyke y Anegada.

## Historia
Descubierta por Cristóbal Colón en su segundo viaje, en 1493, bautizó al grupo de islas como las once mil vírgenes, en honor del día de Santa Úrsula y las 11 000 vírgenes. 
Cruz Bay, la localidad más poblada de la isla, es el puerto de acceso al Parque nacional Islas Vírgenes. Parte del arrecife de coral de las islas, declarado monumento nacional, se encuentra en Saint John.
En 1957, Robert Oppenheimer compró un terreno en playa Gibney y se alojó con su familia por casi 10 años, una de las playas lleva su apellido. A su muerte en 1967, la propiedad fue heredada por su hija Katherine "Toni" Oppenheimer,  quien la legó «al pueblo de St. John como parque público y área recreativa». Toni se suicidó dentro de esta casa en 1977.
Actualmente el gobierno de las Islas Vírgenes ha creado un centro comunitario allí, que puede ser arrendado.

## Galería

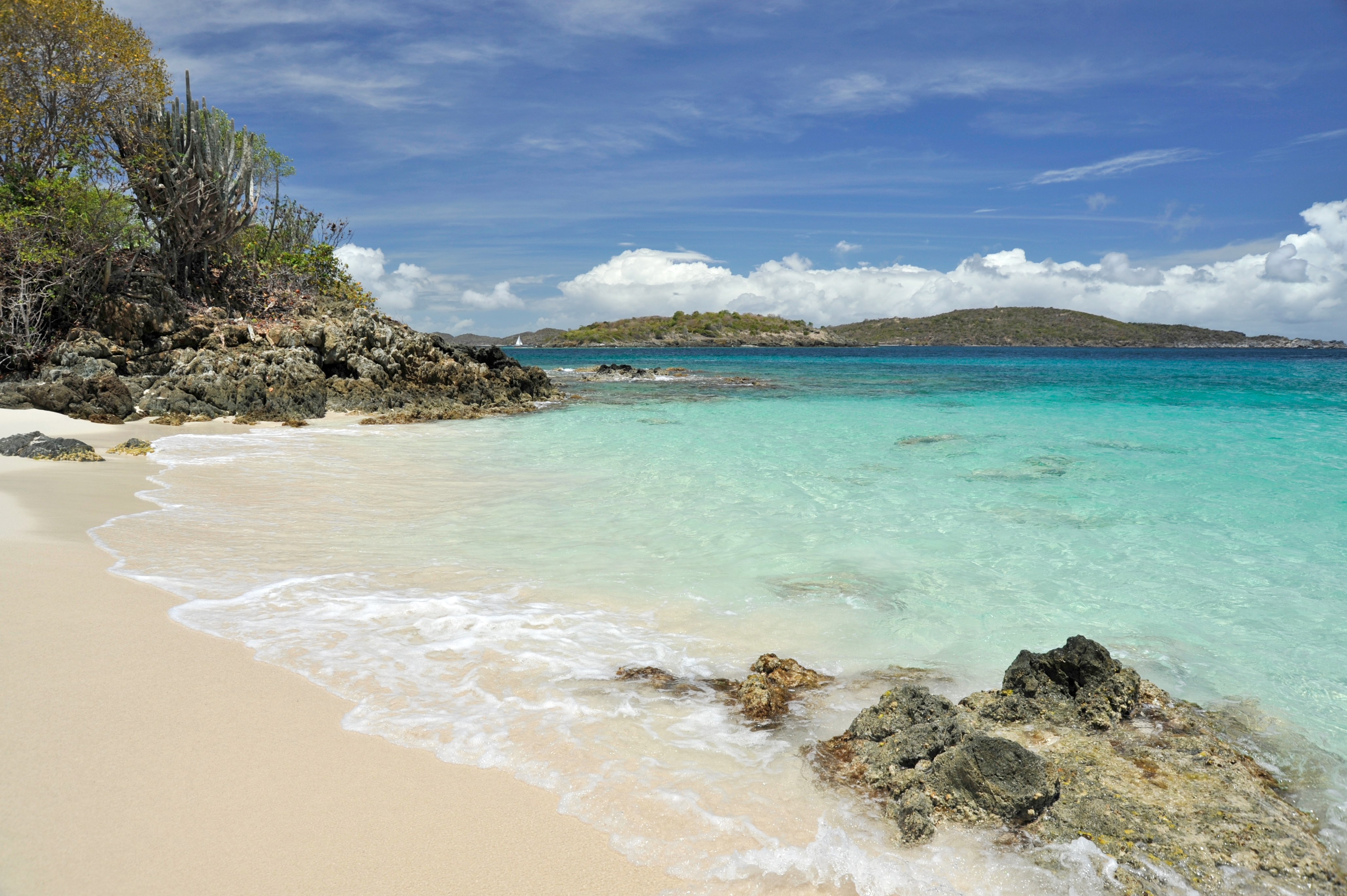
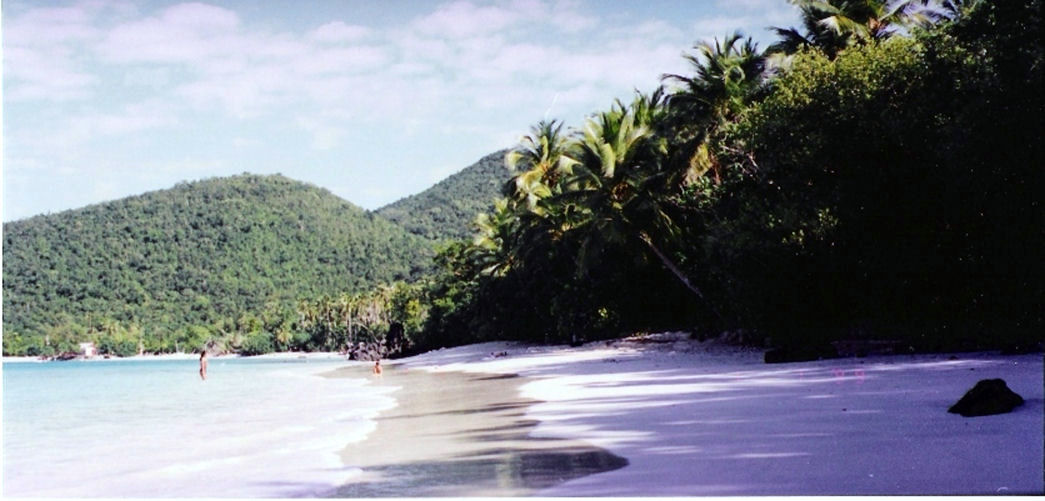
Oppenheimer beach Saint John.
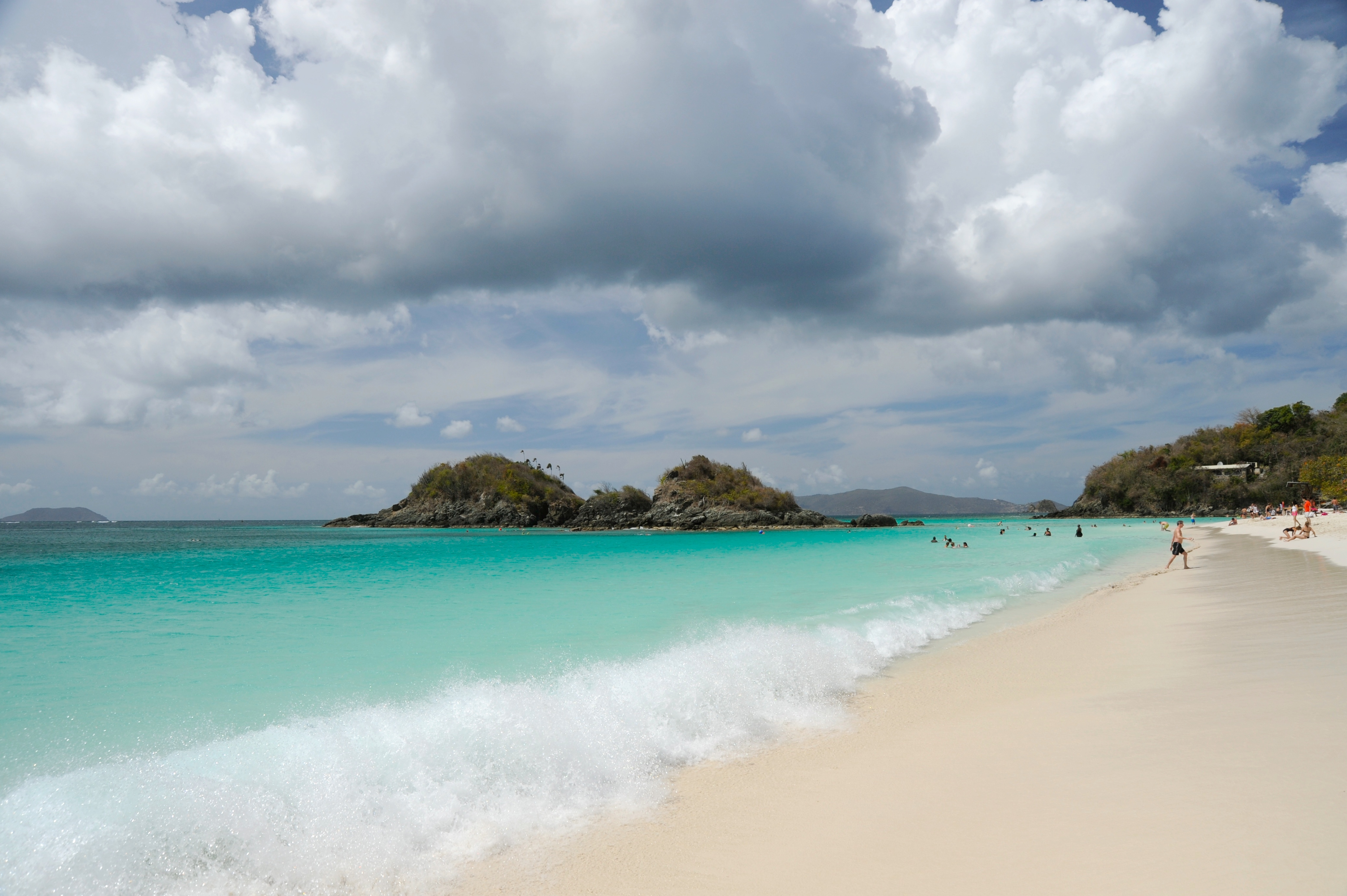